# 2014-es Fiatal Zenészek Eurovíziója
A 2014-es Fiatal Zenészek Eurovíziója volt a tizenhetedik Fiatal Zenészek Eurovíziója, melyet Németországban, Kölnben rendeztek meg. A helyszín a kölni dóm előtti tér, a Roncalliplatz volt. A döntőre 2014. május 31-én került sor. Az Eurovíziós Dalfesztivállal ellenben itt nem az előző évi győztes rendez, hanem pályázni kell a rendezés jogára. A 2012-es verseny a norvég Eivind Holtsmark Ringstad győzelmével zárult, aki brácsa-versenyművét adta elő Ausztria fővárosában, Bécsben.
A Magyar Televízió 2014-ben öt megmérettetés kihagyása után tért vissza a versenyhez.

## A helyszín és a verseny

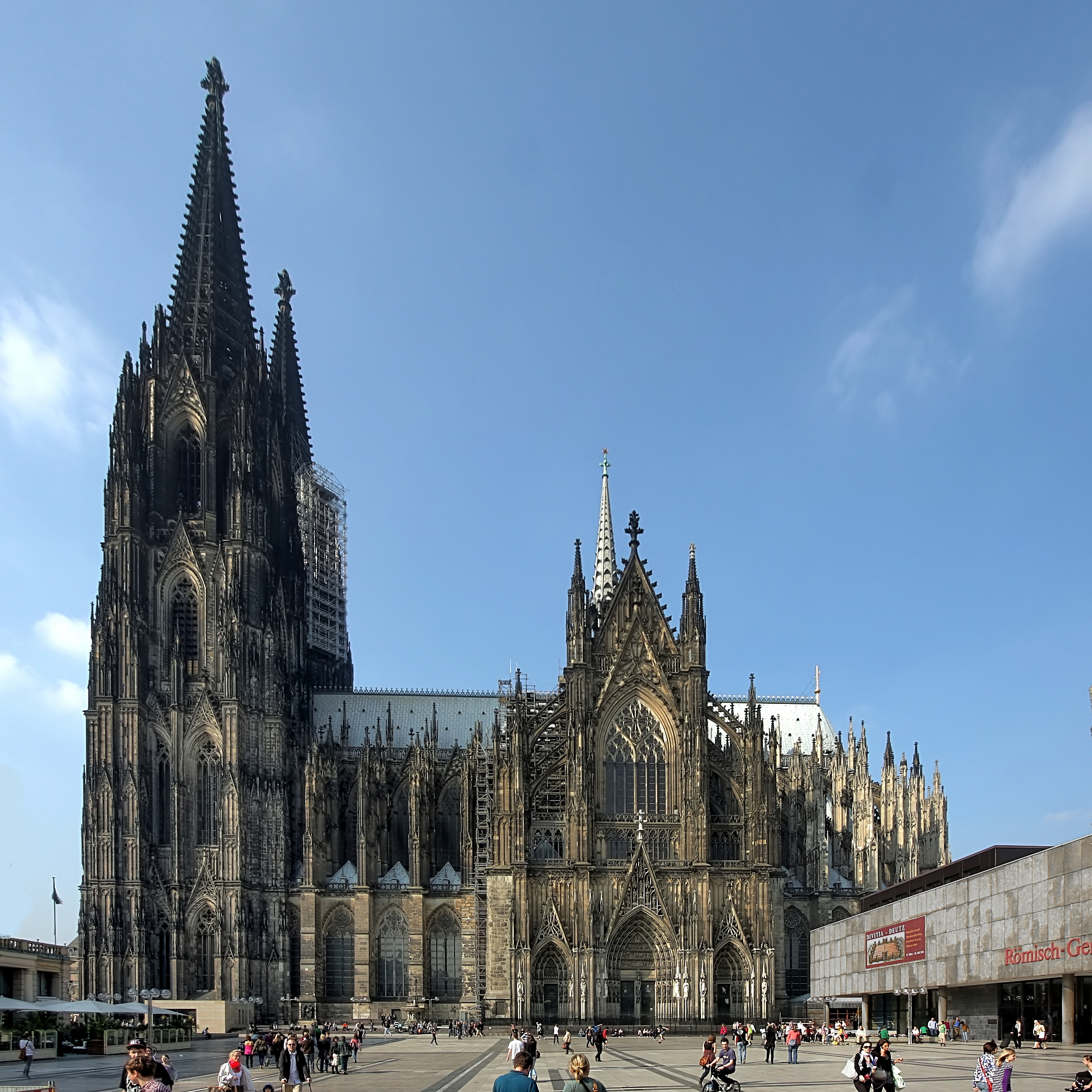
A verseny helyszíne, a kölni dóm előtti tér

Nyolc év után nem Ausztria fővárosa, Bécs, hanem a németországi Köln adott otthont a versenynek. 2006 óta mindig a bécsi Rathausplatzon rendezték, ezért lassan már hagyománnyá vált a bécsi rendezés.
A döntő pontos helyszíne a kölni dóm előtti tér volt, ahol több ezer néző tekinthette meg a versenyzők produkcióit. A dóm a város legjelentősebb gótikus székesegyháza, Köln szimbóluma; valamint a Világörökség része.
Németország is rendezett már Fiatal Zenészek Eurovízióját 2002-ben, akkor Berlin adott otthont a versenynek.
A verseny logója egy hangjegyben lévő fejet ábrázolt, utalva a verseny lényegére.
Érdekesség, hogy a 2014-es Eurovíziós Dalfesztivál német nemzeti döntőjét szintén Kölnben rendezték, március 13-án, a Lanxess Arenában.
A verseny hivatalos megnyitó ceremóniáját 2014. május 24-én tartották a kölni városházán.

## A résztvevők

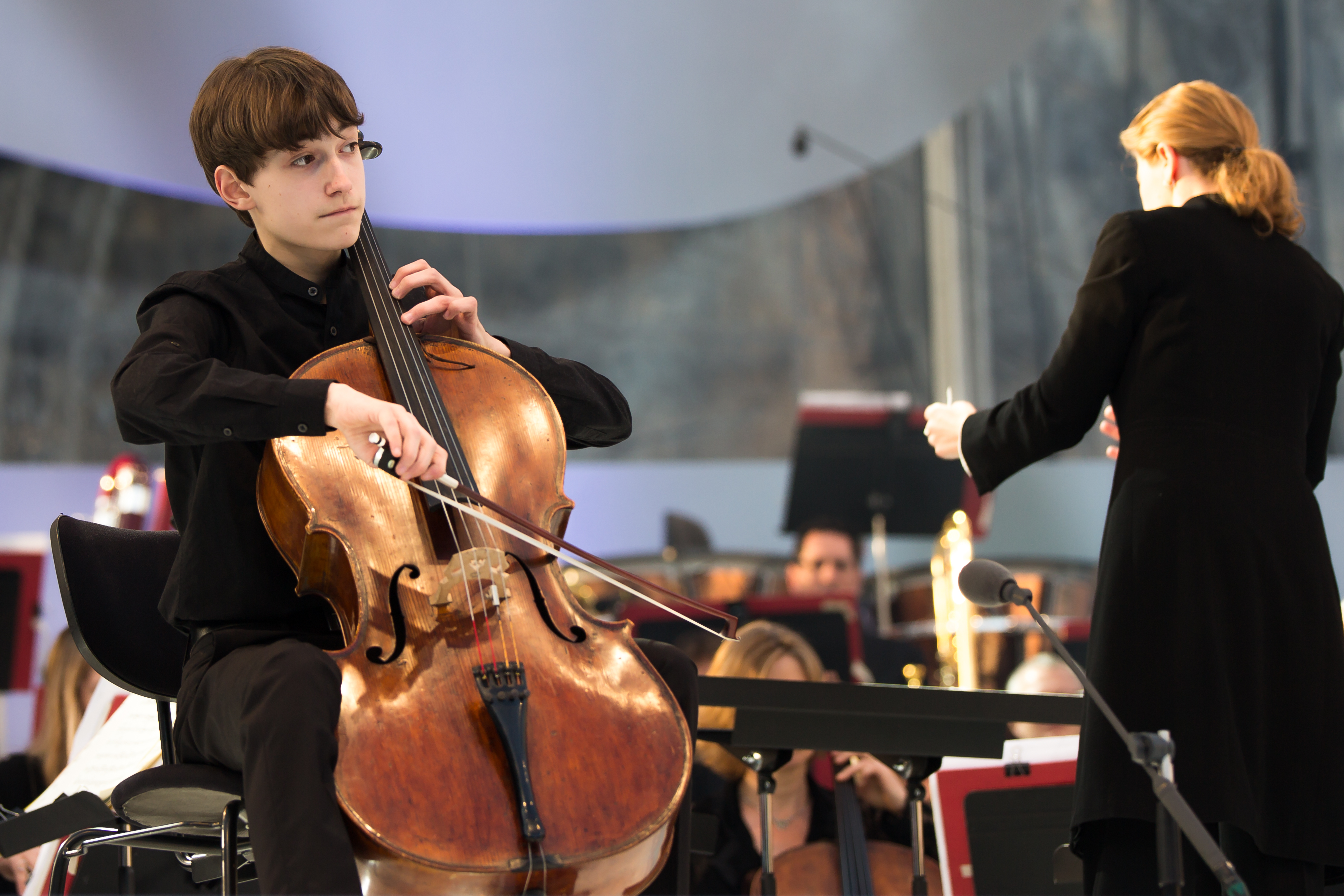
Devich Gergely a döntőben

Először vett részt a Fiatal Zenészek Eurovízióján Málta és Moldova. Előbbi debütálásában szerepet játszott a 2013-as Junior Eurovíziós Dalfesztiválon elért győzelem.
Hat kihagyott megmérettetés után Magyarország visszatért a versenybe. Utoljára 2000-ben vettünk részt. Visszatért még továbbá Svédország, mely utoljára 2010-ben szerepelt, valamint Portugália, amely legutóbb 1996-ban vett részt a versenyen, de kiesett az elődöntőben.
Ugyanakkor visszalépett a versenytől a 2012-ben debütáló Bosznia-Hercegovina, Grúzia és Örményország is. Hozzájuk hasonlóan Fehéroroszország és Ukrajna két-két részvétel után úgy döntött, hogy nem nevez indulót 2014-ben.
Így végül 14 ország vett részt a 2014-es Fiatal Zenészek Eurovízióján, mely megegyezik az előző, a 2012-es verseny létszámával.

### Magyar résztvevő
A 2014-es verseny magyar résztvevője egy 15 éves csellista, Devich Gergely volt, aki a Liszt Ferenc Zeneművészeti Egyetem tanulója. Édesanyja Kovalszki Mária zongoraművész, tanár; nagyapja, Devich János gordonkaművész, a Zeneakadémia professzor emeritusa. Gergely 2008-ban megnyerte a Budapesti Banda Ede Gordonkaversenyt, majd a XII. Országos Friss Antal Gordonkaversenyt. 2012-ben a Művészetek Palotájában is fellépett. Gergely a nagyapjától örökölt hangszerrel lépett fel Kölnben először az előforduló első részében, amikor egy Haydn-menüettet, Bartók Béla Román népi táncait, valamint Liszt Ferenc Szerelmi álmok című darabját játszotta édesanyja, Kovalszki Mária zongorakíséretével. A döntőben a 3. helyen végzett, ami az eddigi legjobb magyar helyezés a verseny történetében.

## A versenyszabályok változása

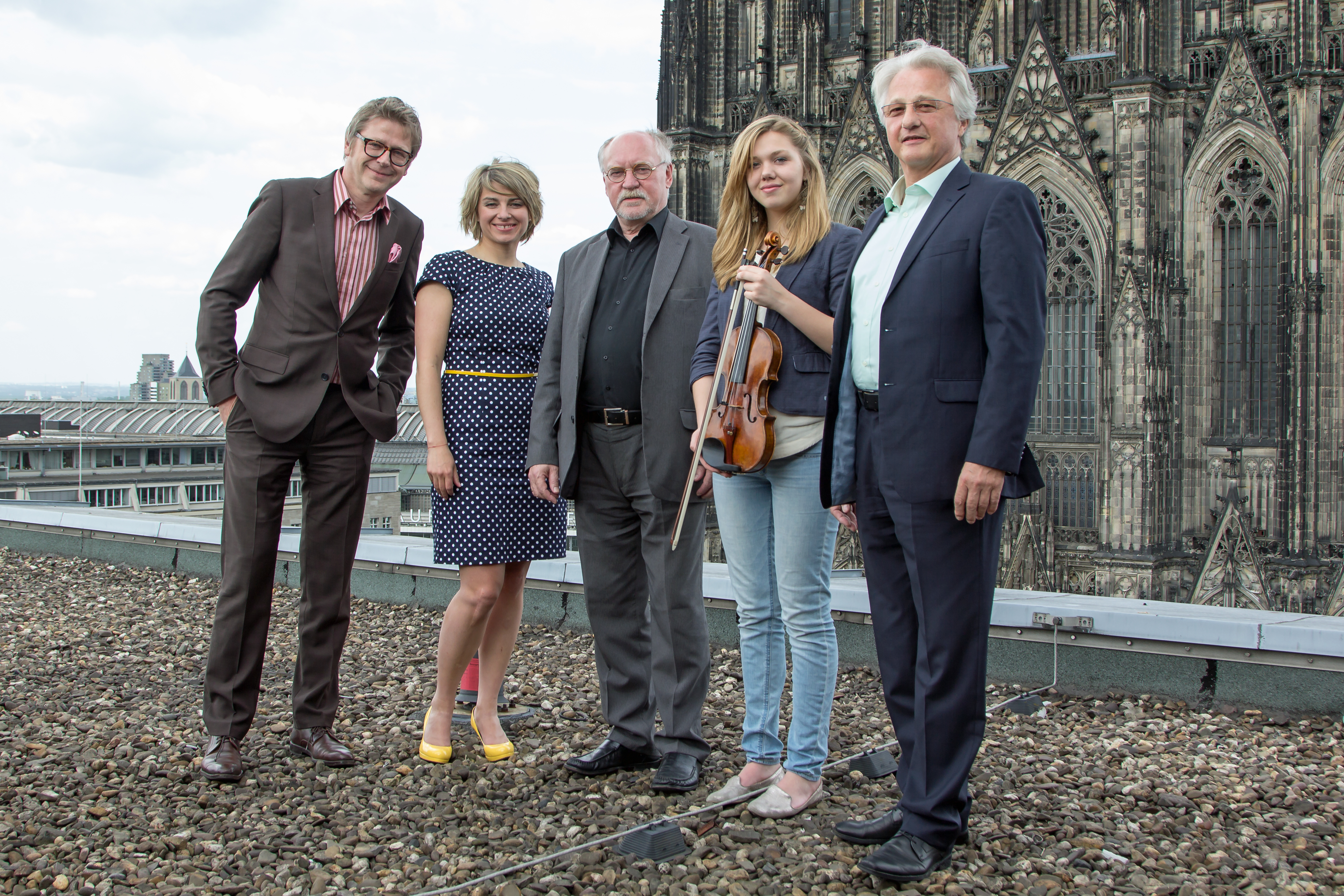
A versenyt rendező WDR munkatársai és a házigazda Németországot képviselő, Judith Stapf (jobbról a második)

Az EBU és a versenyt irányító csoport szorosan együttműködött a német házigazda műsorszolgáltatóval, a WDR-rel, hogy a 2014-es versenyt megújult formában vihesse a közönség elé.
A legfontosabb változás az volt, hogy az elődöntőt, mint kiesési rendszert eltörölték, így minden résztvevő szerepelt a döntőben. Ezért a döntő jóval hosszabb volt, mint a korábbi években.
Ugyanakkor az elődöntő helyett egy úgynevezett előfordulót rendeztek május 26-án és 27-én, melyet az interneten a  verseny hivatalos oldala, a youngmusicians.tv élőben közvetített. Itt a versenyzők nem továbbjutásárt küzdöttek meg, de a zsűri tagjai megtekintették és pontozták is minden fiatal zenész produkcióját. Az előfordulóban kapott pontok hozzáadódtak a döntőben kapottakhoz és kialakult a végeredmény, mely alapján az első három helyezettet díjazták.
Az előadások időkorlátja az előfordulóban 15 percre, a döntőben 5 percre módosult.

### Az előforduló felosztása
A tizennégy részt vevő országot két részbe osztották szét. A fellépési sorrendet a verseny karmestere határozta meg. A sorrendet az EBU irányító csoportjának elnöke jóváhagyta, így alakult ki a sorrend. Az előforduló végleges fellépési sorrendjét 2014. május 22-én tette közzé az EBU.
| 1. rész                                                                             | 2. rész                                                                                      |
| ----------------------------------------------------------------------------------- | -------------------------------------------------------------------------------------------- |
| - Ausztria - Hollandia - Horvátország - Magyarország - Málta - Norvégia - Szlovénia | - Csehország - Görögország - Lengyelország - Moldova - Németország - Portugália - Svédország |

Az első kalapba kerülő nemzetek az előforduló első részében, a második kalapba kerülő nemzetek pedig a második részében léptek fel.

## Zsűri
- Clemens Hellsberg (Zsűrielnök)
- Carol McGonnell
- Uroš Lajovic
- Maurice Steger
- Markus Pawlik (Az 1982-es verseny győztese)

## A verseny

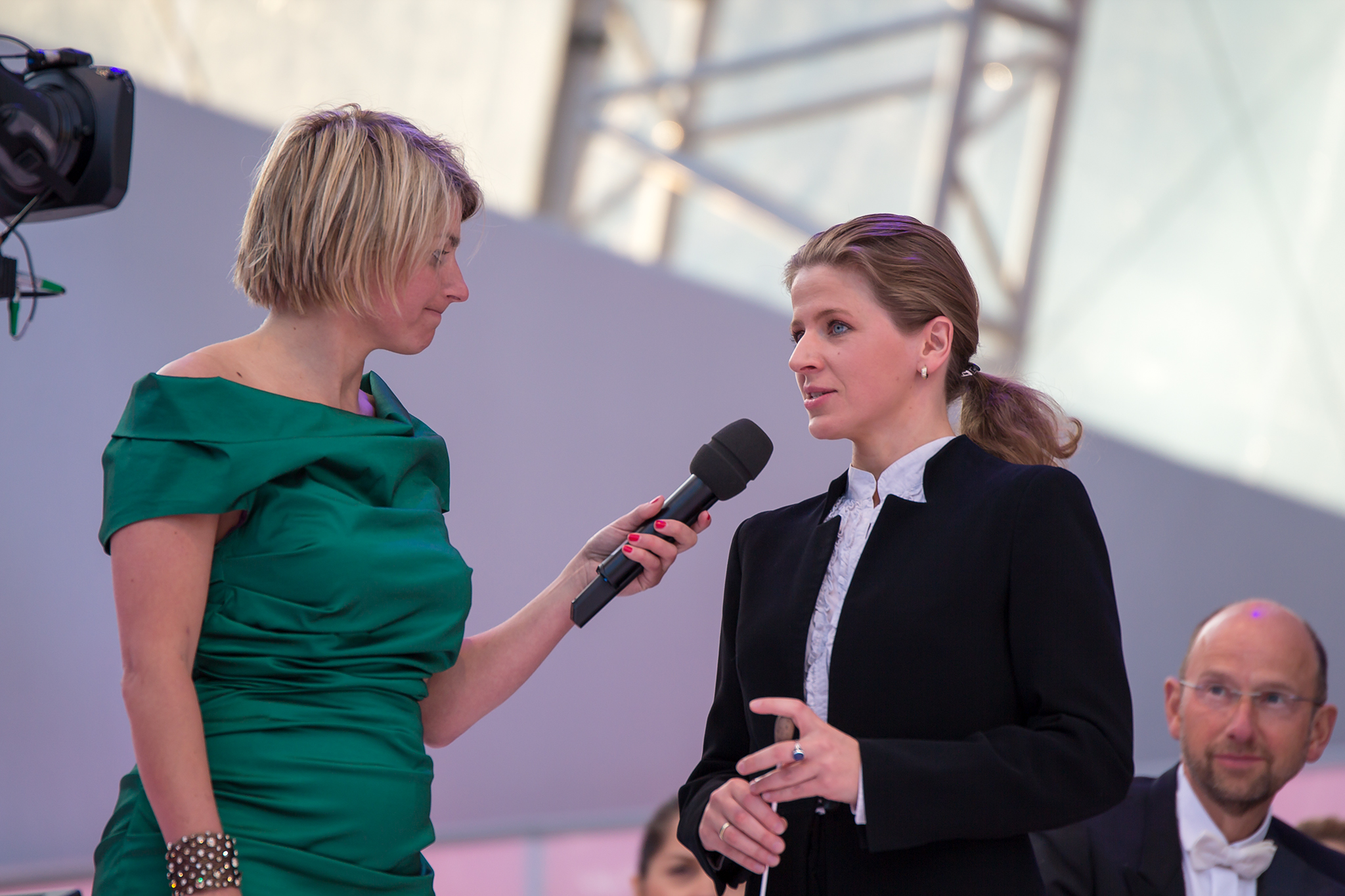
A verseny műsorvezetője, Sabine Heinrich és karmestere, Kristiina Poska

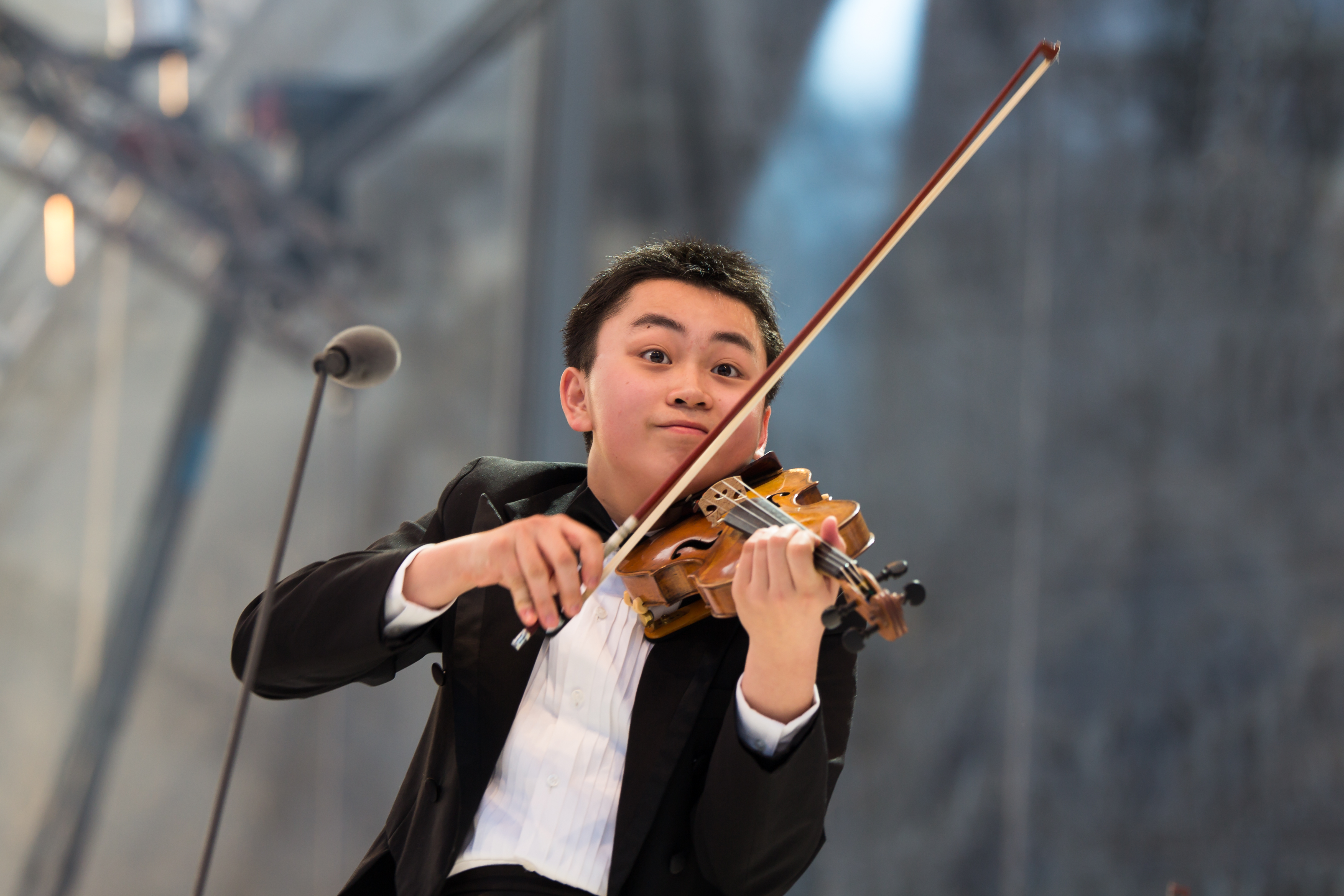
A verseny győztese, Ziyu He

A verseny döntőjét élőben, HD minőségben közvetítette az M2, Bősze Ádám budapesti kommentálásában. Az előforduló két részét kizárólag az interneten lehetett figyelemmel követni; Magyarországról vagy a verseny hivatalos honlapján, a youngmusicians.tv-n vagy a magyar mediaklikk.hu/ifjuzenesz oldalon. Hazánkon kívül a döntőt élőben közvetítette kilenc részt vevő ország televíziótarsága – Horvátország, Csehország, Németország, Málta, Moldova, Norvégia, Lengyelország, Szlovénia és Svédország.
Az előforduló és a döntő háziasszonya Sabine Heinrich volt.
A döntőben az előadókat az észt Kristiina Poska vezette WDR Szimfonikus Zenekar kísérte. A versenynek először volt női karmestere.
Érdekesség, hogy a moldáv versenyző édesapja, Liviu Știrbu művét adta elő a döntőben. Az előadások közötti képeslapok az adott versenyzővel készült kisfilmek, melyet a szervező WDR forgatott Kölnben. A képeslap a versenyzőt hazájában, majd egy kölni helyszínen mutatta be.
A produkciók közti szünetben meghívott előadóként lépett fel a The Flying Steps táncegyüttes. A zsűri-szavazás alatt a versenyzők egy erre az alkalomra és ezekre a hangszerekre írt művet is előadtak Kölni fantázia címmel, melyet Mark Adair komponált.
A győztes a 15 éves osztrák hegedűművész, Ziyu He lett, így Ausztria ötödik győzelmét arathatta.
Az első helyezett 10000, a második 7000, a harmadik helyezett pedig 3000 eurós pénzjutalomban részesült. Továbbá a nyertes 2015-ben felléphetett egy élő koncert keretében a Bécsi Filharmonikus Zenekarral.
Megjegyzendő, hogy a 2014-es Eurovíziós Dalfesztivált is Ausztria nyerte, így 1982 után másodszor fordult elő, hogy egy ország egyazon évben két különböző eurovíziós versenyen is diadalmaskodni tudott.

## Előforduló
Az előfordulót két részben, 2014. május 26-án és 27-én rendezték meg tizennégy ország részvételével a házigazda műsorszolgáltató, a WDR Funkhaus kölni épületében. A stúdióban a 14 versenyzőnek a zsűri és egy közönség előtt kellett előadnia a kiválasztott darabjait. A zsűri pontozta az előadásokat, ám az eredmények nem kerültek nyilvánosságra. Az előző évektől eltérően mind a tizennégy képviselő automatikusan továbbjutott a döntőbe.

### Első rész
Az előforduló első részét 2014. május 26-án rendezték meg hét ország részvételével.
| #  | Ország       | Zenész                      | Hangszer | Darab (Szerző) |
| -- | ------------ | --------------------------- | -------- | --- |
| 01 | Norvégia     | Szonoko Miriam Simano Welde | hegedű   | 1. Poème, Op.25 (Ernest Chausson) |
| 02 | Horvátország | Sara Domjanić               | hegedű   | 1. Sonata for Violin on C Minor, op.45, no.3 (1. mvt: Allegro molto ed appassionato) (Edvard Grieg) 2. Valse-Scherzo in C Major, op.34 (Pjotr Csajkovszkij)                    |
| 03 | Málta        | Kurt Aquilina               | gitár    | 1. August Lullaby by Marek Mancina arranged (Per Olov Kindgren) 2. Concerto de Aranquez (Joaquín Rodrigo) 3. Birds flew over the spire (Gary Ryan)                             |
| 04 | Magyarország | Devich Gergely              | cselló   | 1. Liebestraum (Liszt–Cassadó) 2. Minuet in C Major (Haydn–Piatti) 3. Roumanien folk dances (Bartók–Silva)                                                                     |
| 05 | Szlovénia    | Urban Stanič                | zongora  | 1. Sonata/Capriccio K20, E - Major (Domenico Scarlatti) 2. Paraphrase de concert S. 434 (Liszt Ferenc) 3. Suggestion diabolique, op. 4 (Szergej Prokofjev)                     |
| 06 | Ausztria     | Ziyu He                     | hegedű   | 1. Violinkonzert KV 207, 1. Satz mit Kadenz von Kurt Guntner (Wolfgang Amadeus Mozart) 2. Capriccio op. 1/1 (Niccolò Paganini) 3. 2. Violinkonzert (Bartók Béla)               |
| 07 | Hollandia    | Lucie Horsch                | furulya  | 1. Sonata seconda (Renaissance sopraan) (Dario Castello) 2. Der Besucher der Idylle (1993) (tenor) (Iszang Jun) 3. Adagio en Allegro uit Sonate Wq 135 (Johann Sebastian Bach) |

### Második rész
Az előforduló második részét 2014. május 27-én rendezték meg hét ország részvételével.
| #  | Ország        | Zenész                | Hangszer  | Darab (Szerző) |
| -- | ------------- | --------------------- | --------- | --- |
| 08 | Lengyelország | Bartosz Kołsut        | harmonika | 1. Praeludium and Fugue in h minor BWV 893 (Johann Sebastian Bach) 2. Near the Portrait of Niccolo Paganini (Vologyimir Runcsak) 3. Vjatcheslav Siemionov (Vjatcseszlav Szjemjonov)                                                                         |
| 09 | Portugália    | André Gunko           | cselló    | 1. Suite for solo cello - Intermezzo e danza finale (Gaspar Cassadó) 2. Pezzo Capriccioso (Pjotr Csajkovszkij) |
| 10 | Görögország   | Vaszílisz Dígosz      | gitár     | 1. Diferencias Sobre "Guardame las Vacas" (Luis de Narváez) 2. Danza del Altiplano (Leo Brouwer) 3. Sonata-Joaquin Turina 2nd and 3rd movement (Joaquin Turina)                                                                                             |
| 11 | Németország   | Judith Stapf          | hegedű    | 1. Grand Caprice for violine solo op. 26 "Der Erlkönig" (according to the ballad of Franz Schubert) (Heinrich Wilhelm Ernst–Franz Schubert) 2. Estrellita (Manuel Ponce–Jascha Heifetz) 3. Violin sonata in d, op. 108, 4. Presto agitato (Johannes Brahms) |
| 12 | Svédország    | Albin Uusijärvi       | brácsa    | 1. Romanze op 85 (Max Bruch) |
| 13 | Csehország    | Martin Kot            | harmonika | 1. Flick-Flack (Albert Vossen) |
| 14 | Moldova       | Livica Știrbu-Socolov | zongora   | 1. Prelude and Fugue no.2 A minor op.87 (Dmitrij Sosztakovics) 2. Novelette No.3 (Francis Poulenc) 3. Sonata no.1 (Rogyion Scsedrin) |

## Döntő
A döntőt 2014. május 31-én rendezték meg tizennégy ország részvételével. A végső döntést az öttagú nemzetközi, szakmai zsűri hozta meg.
| #  | Ország        | Zenész                      | Hangszer  | Darab (Szerző) | Helyezés |
| -- | ------------- | --------------------------- | --------- | --- | -------- |
| 01 | Moldova       | Livica Știrbu-Socolov       | zongora   | Piano concerto (Liviu Știrbu)                                                                                        | —        |
| 02 | Horvátország  | Sara Domjanić               | hegedű    | Zigeunerweisen, op.20 (Pablo de Sarasate)                                                                            | —        |
| 03 | Málta         | Kurt Aquilina               | gitár     | Air on G string (Johann Sebastian Bach)                                                                              | —        |
| 04 | Magyarország  | Devich Gergely              | cselló    | Allegro appassionato Op.43 (Saint-Saëns)                                                                             | 3.       |
| 05 | Szlovénia     | Urban Stanič                | zongora   | Grande polonaise brillante, op. 22 E-flat major (Frédéric Chopin)                                                    | 2.       |
| 06 | Ausztria      | Ziyu He                     | hegedű    | 2. Violinkonzert (Bartók Béla)                                                                                       | 1.       |
| 07 | Lengyelország | Bartosz Kołsut              | harmonika | „Concerto Classico” part I (Bronisław Kazimierz Przybylski)                                                          | —        |
| 08 | Hollandia     | Lucie Horsch                | furulya   | Concerto per flautino in sol maggiore RV 443 (Antonio Vivaldi)                                                       | —        |
| 09 | Portugália    | André Gunko                 | cselló    | Cello Concerto op. 85, 2 mov Lento. Allegro molto (Edward Elgar)                                                     | —        |
| 10 | Görögország   | Vaszílisz Dígosz            | gitár     | Concerto in Re – M.C. Tedesco (Mario Castelnuovo-Tedesco)                                                            | —        |
| 11 | Németország   | Judith Stapf                | hegedű    | Violin Concerto No. 1 in A minor, Opus 77, 4th movement: Burlesque: Allegro con brio – Presto (Dmitrij Sosztakovics) | —        |
| 12 | Svédország    | Albin Uusijärvi             | brácsa    | Viola concerto, 2nd movement (William Walton)                                                                        | —        |
| 13 | Csehország    | Martin Kot                  | harmonika | Flick-Flack (Albert Vossen)                                                                                          | —        |
| 14 | Norvégia      | Szonoko Miriam Simano Welde | hegedű    | 3. movement from Violin Concerto no 1 in G minor, op. 26 (Max Bruch)                                                 | —        |

## Galéria

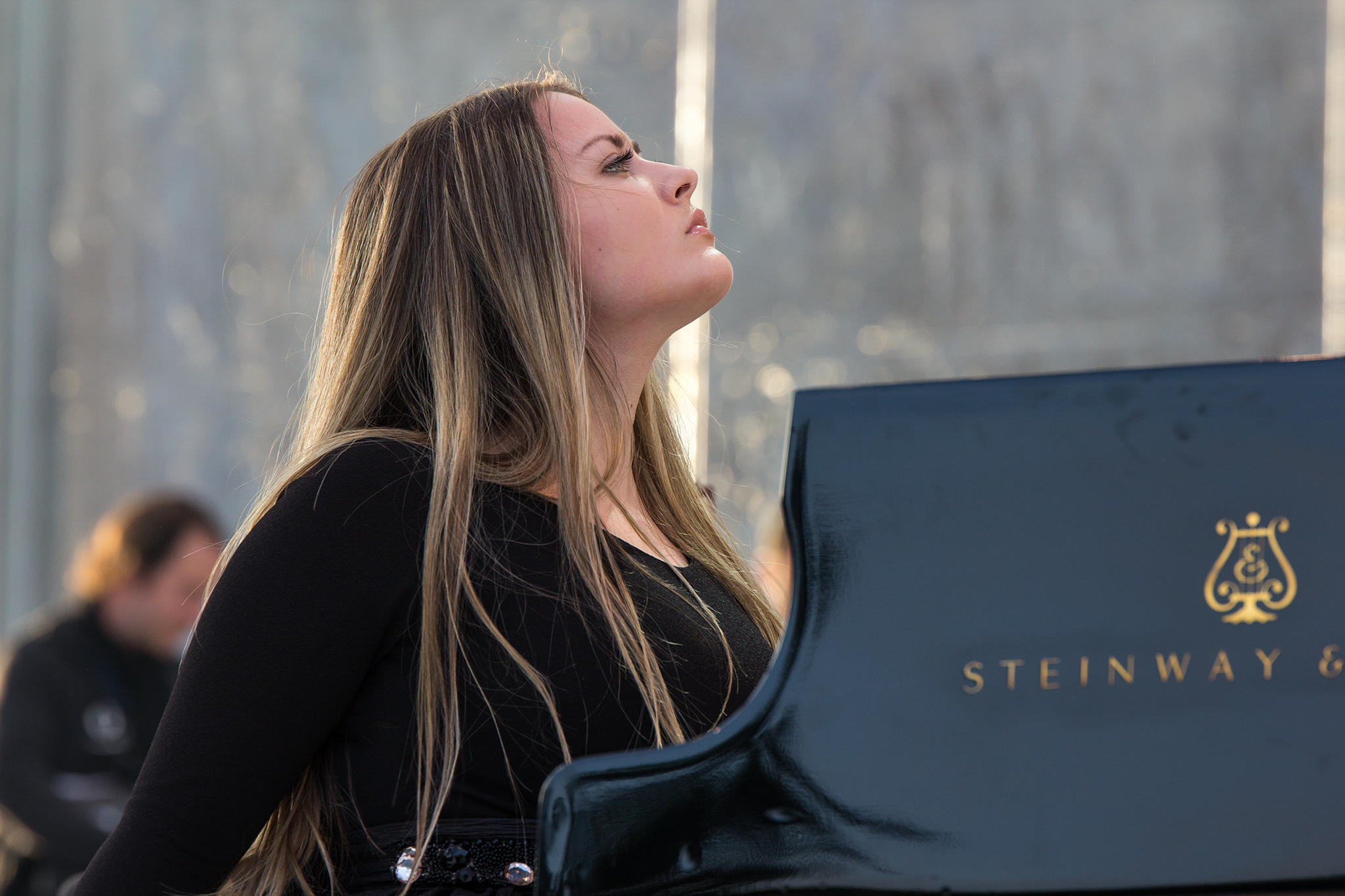
Livica Știrbu-Socolov
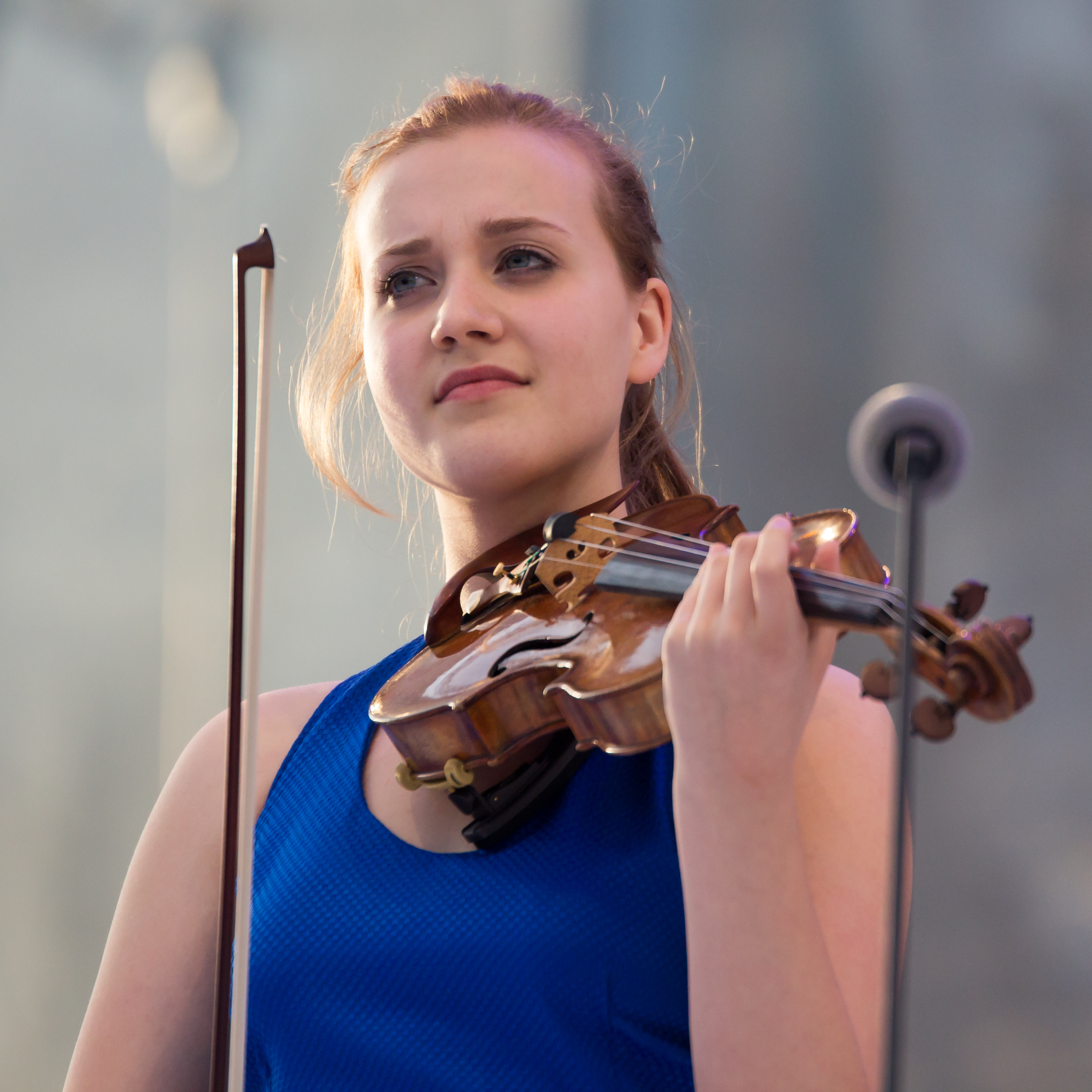
Sara Domjanić
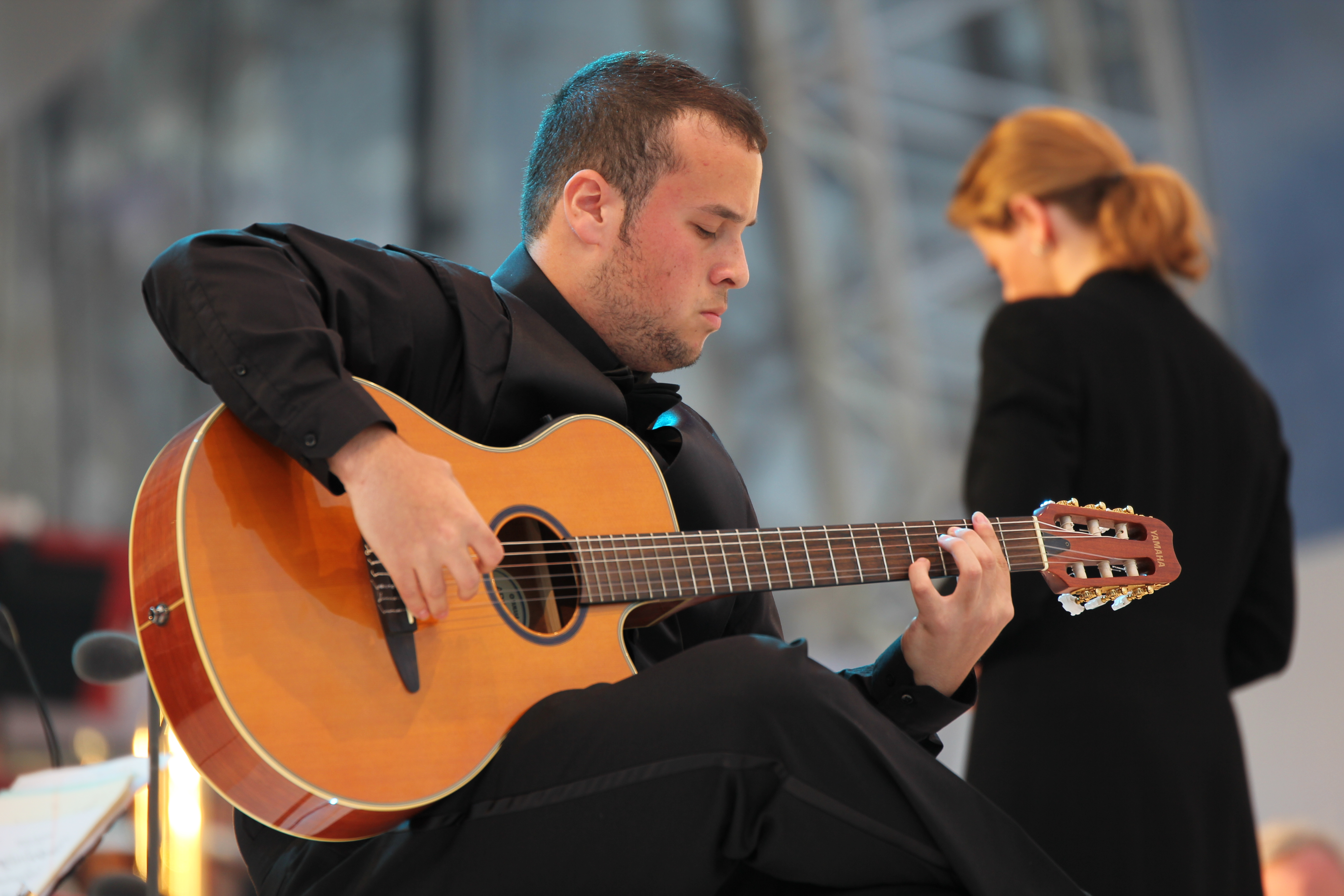
Kurt Aquilina
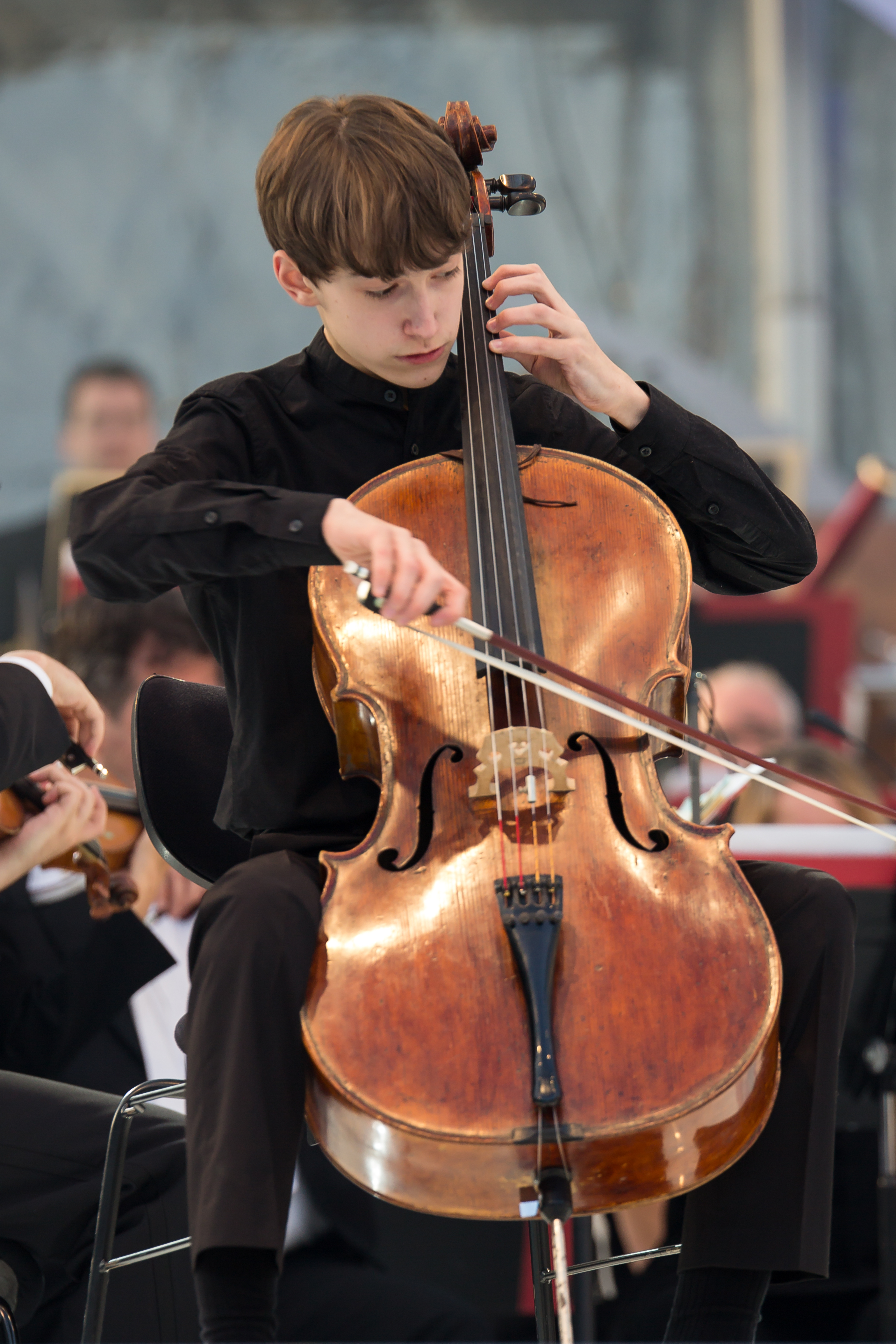
Devich Gergely
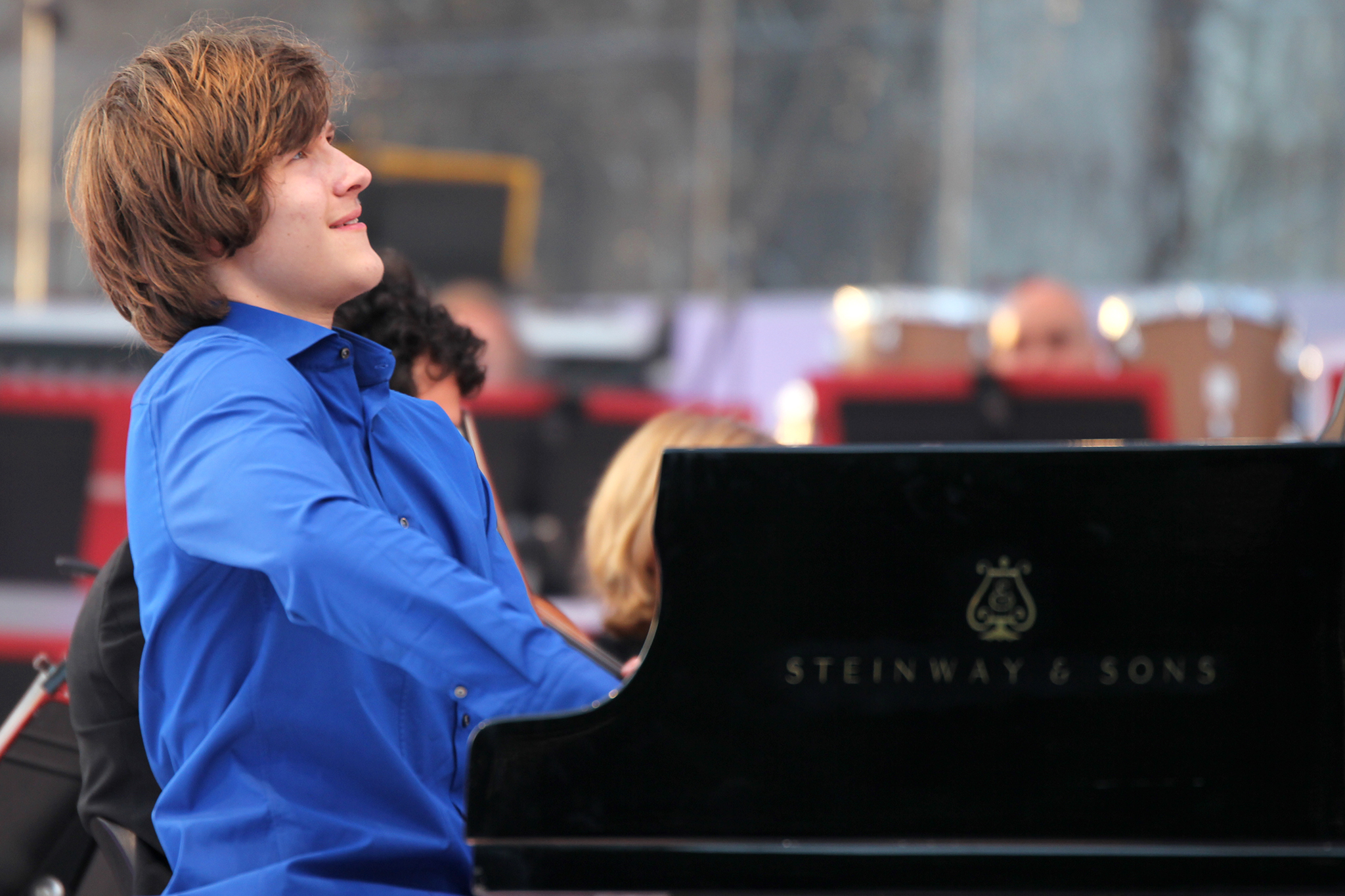
Urban Stanič
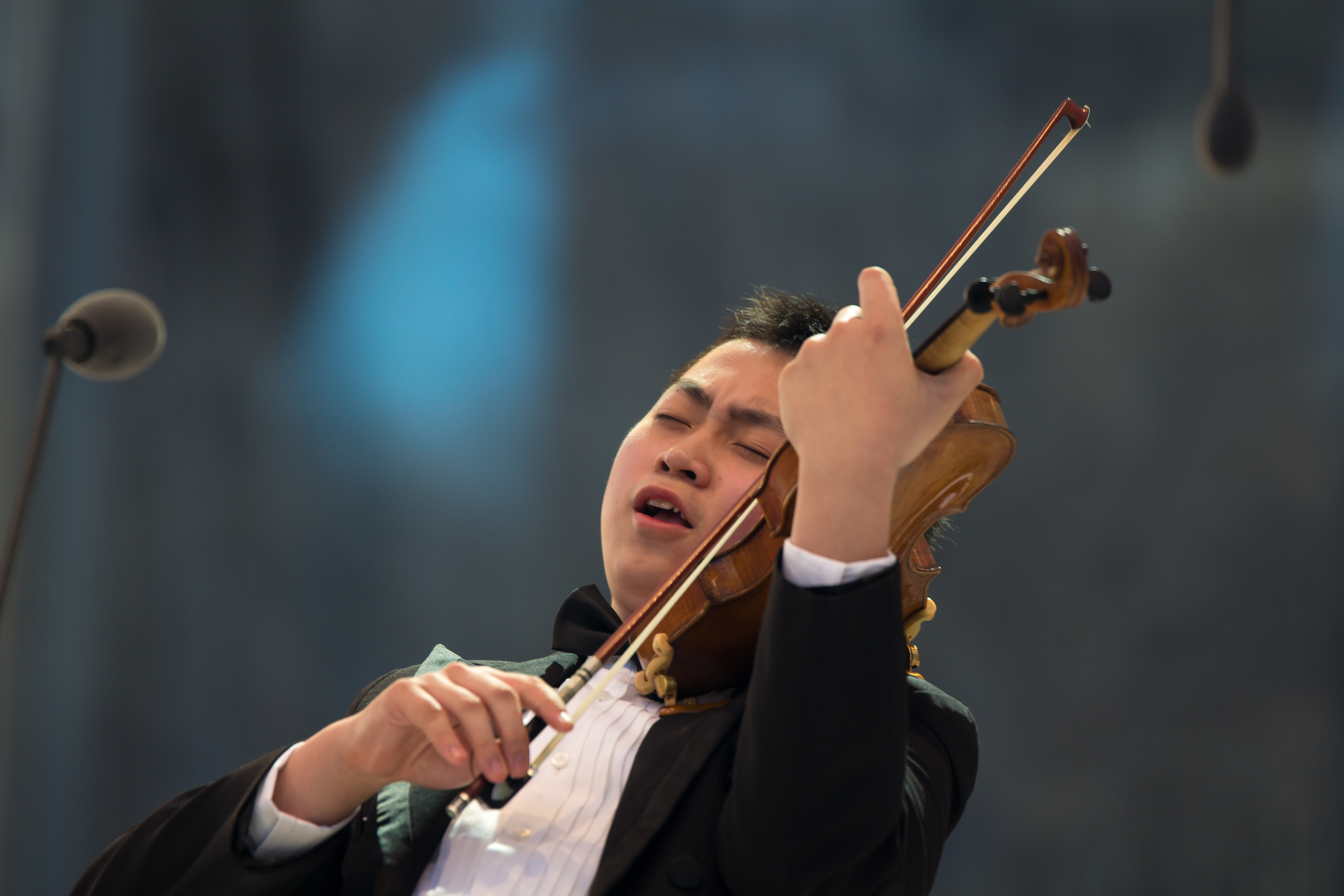
Ziyu He
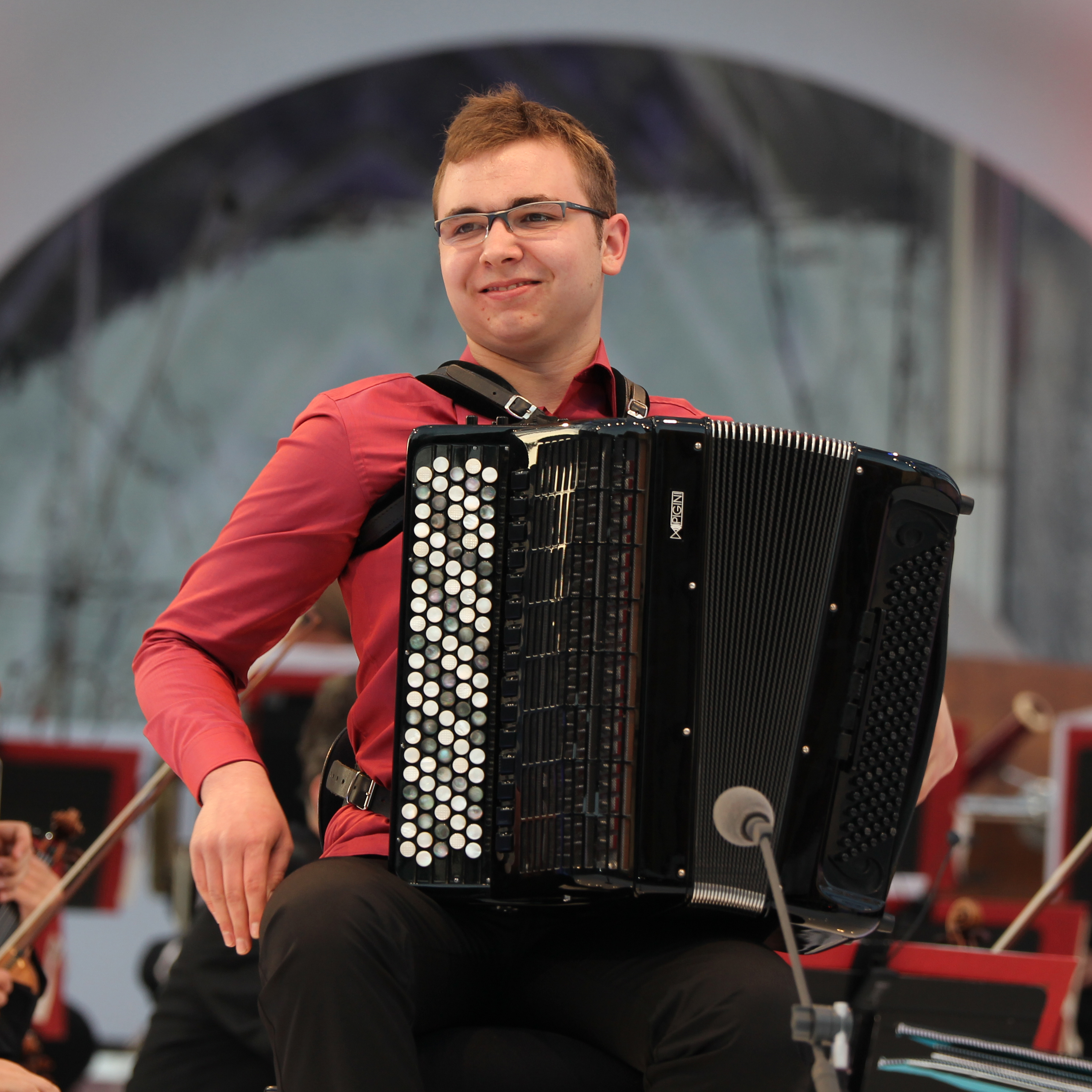
Bartosz Kołsut

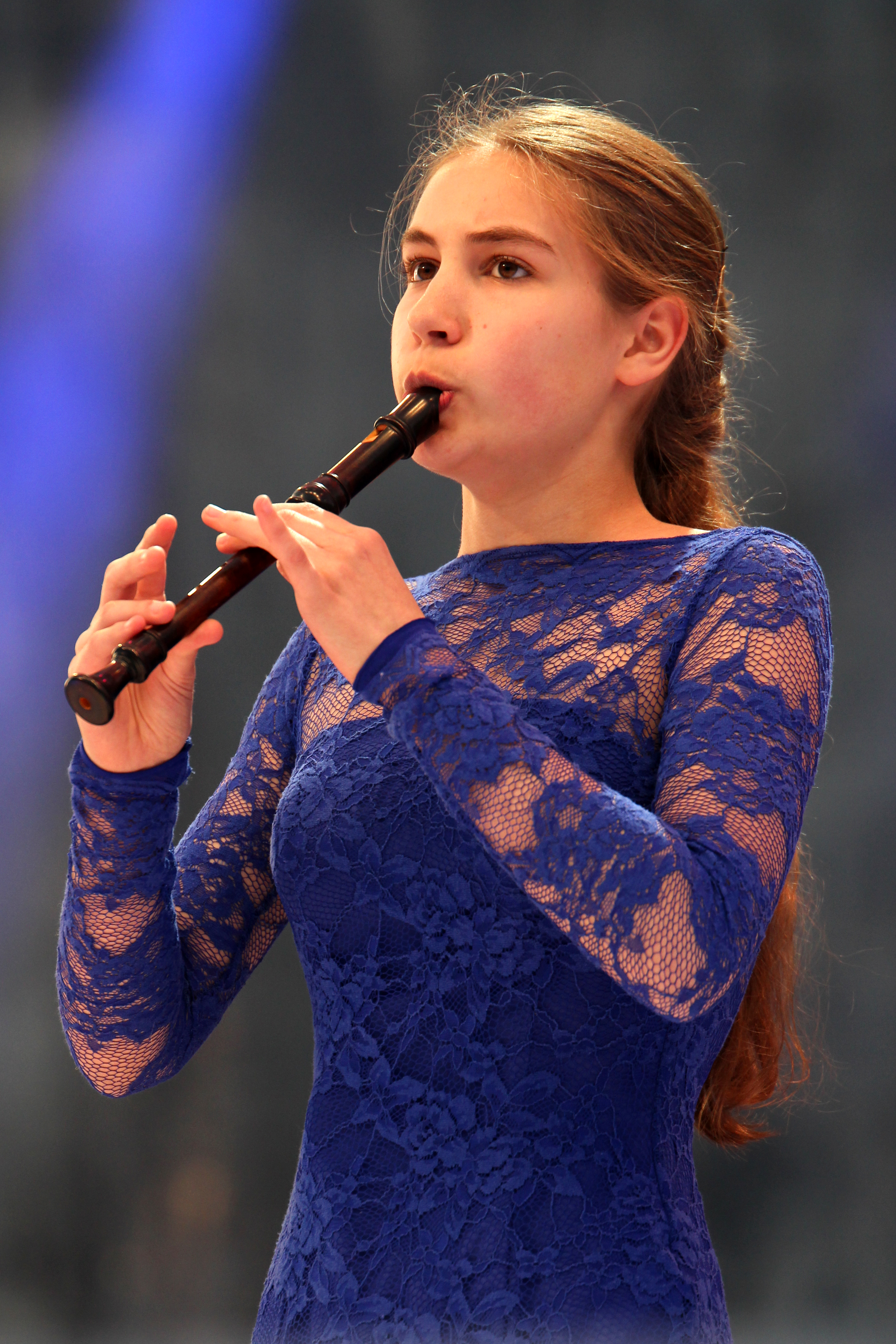
Lucie Horsch
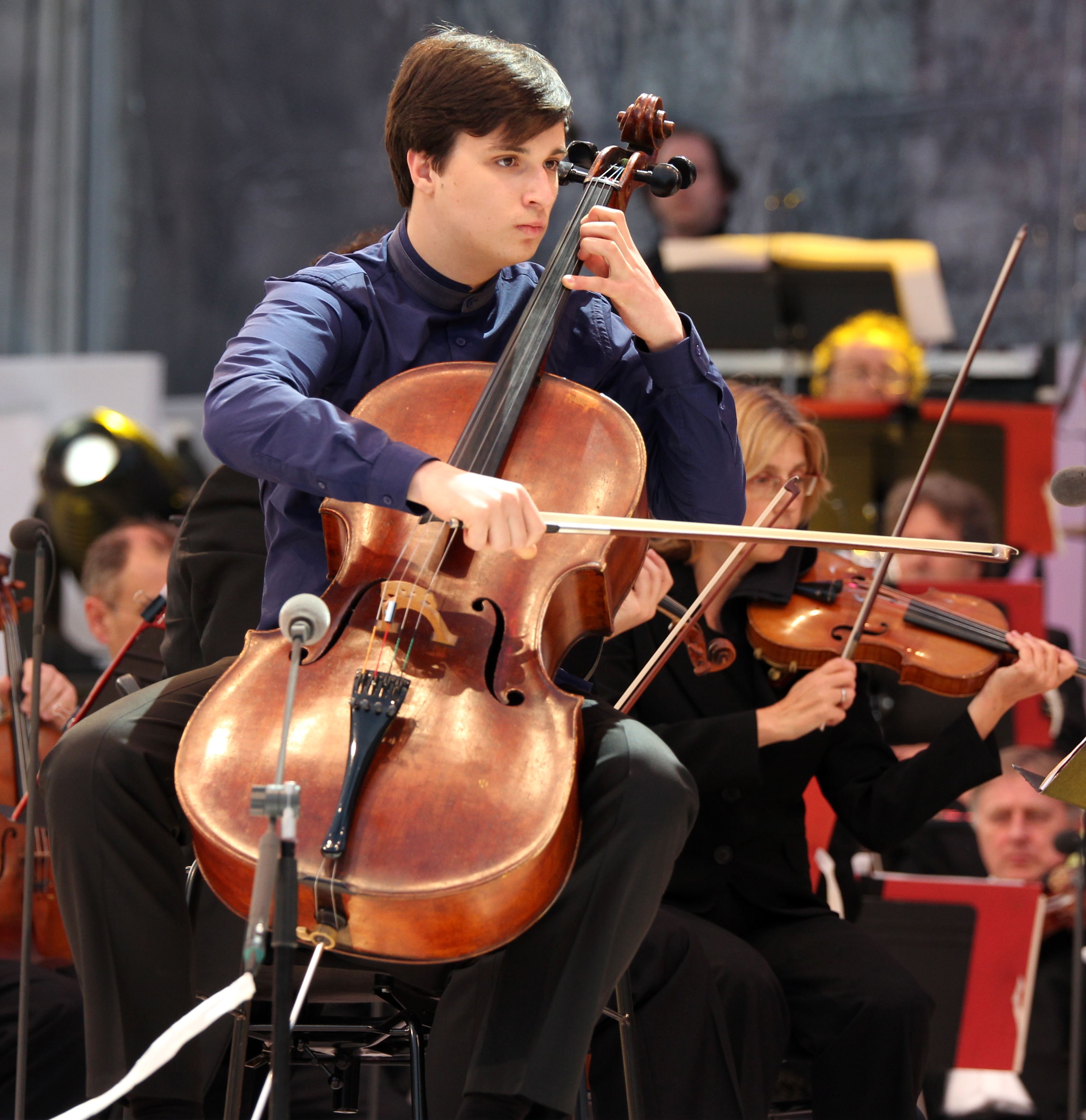
André Gunko
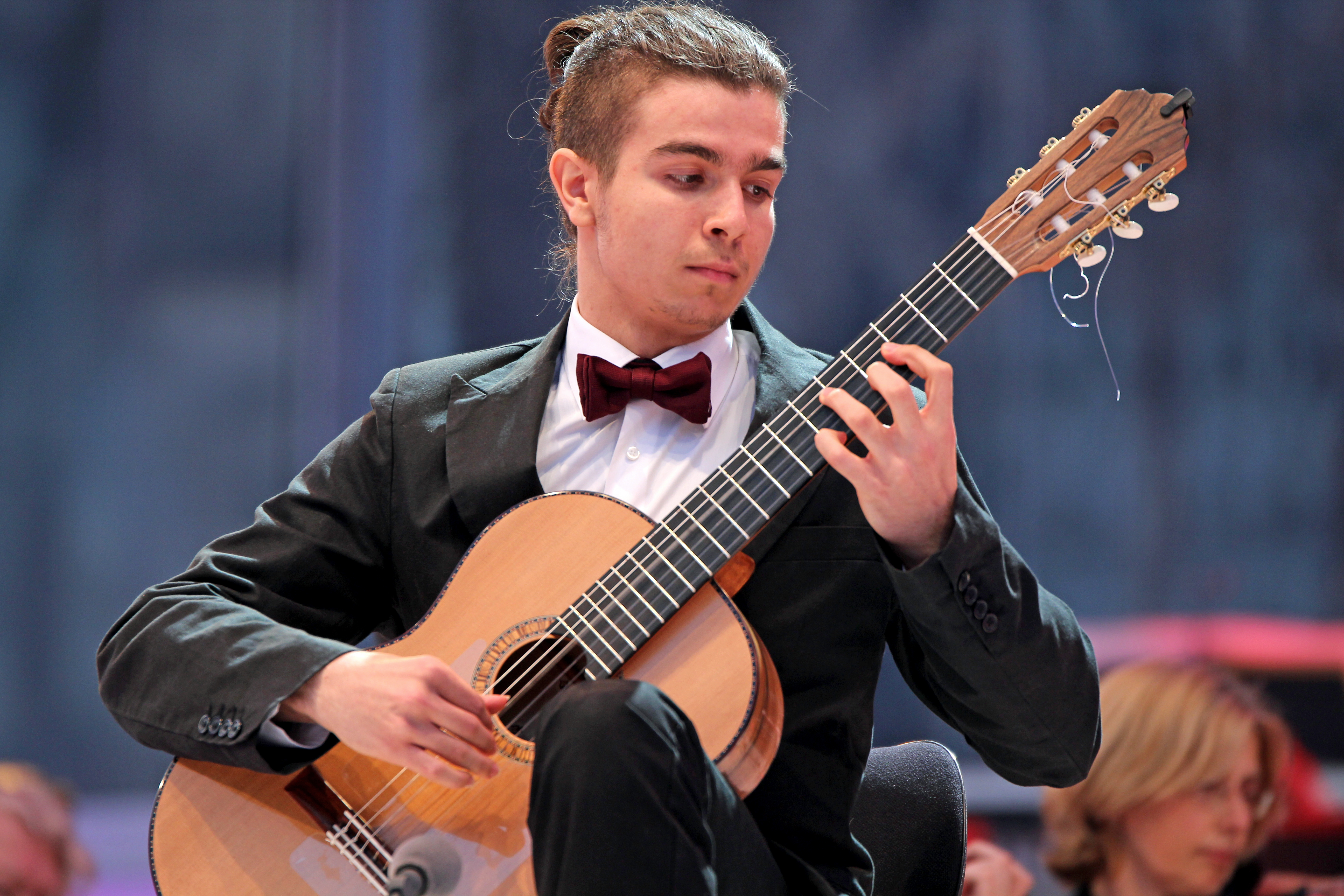
Vaszílisz Dígosz
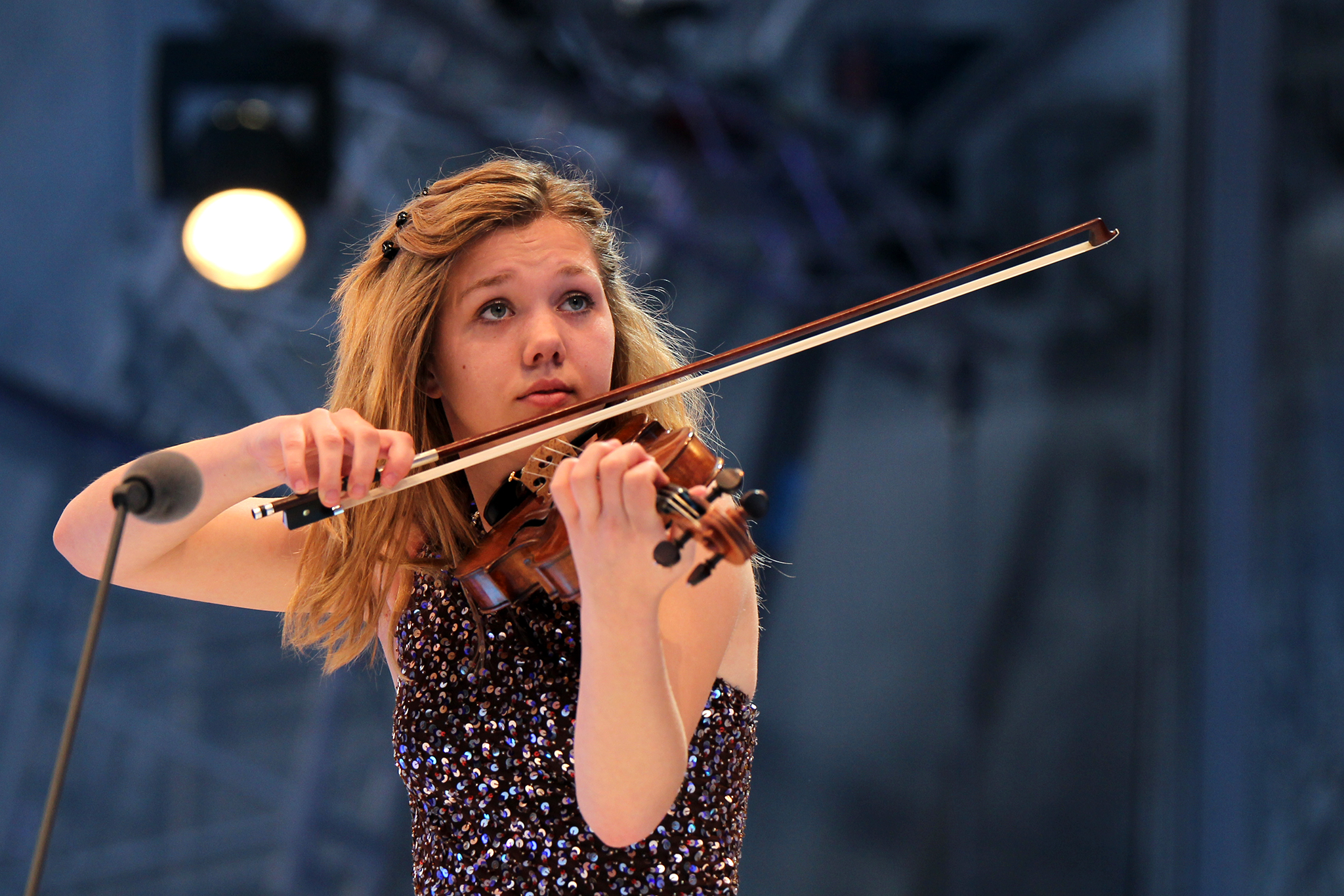
Judith Stapf
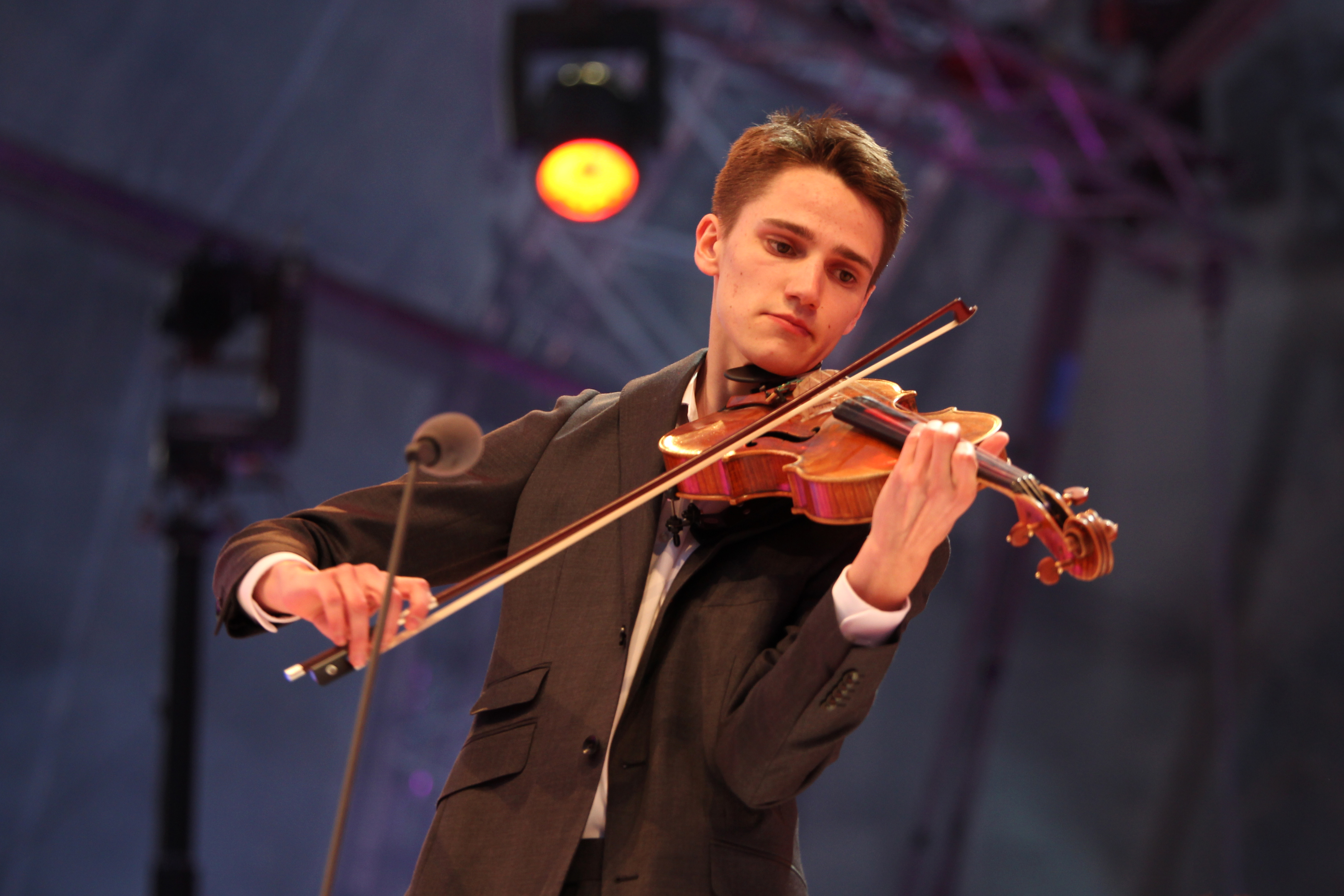
Albin Uusijärvi
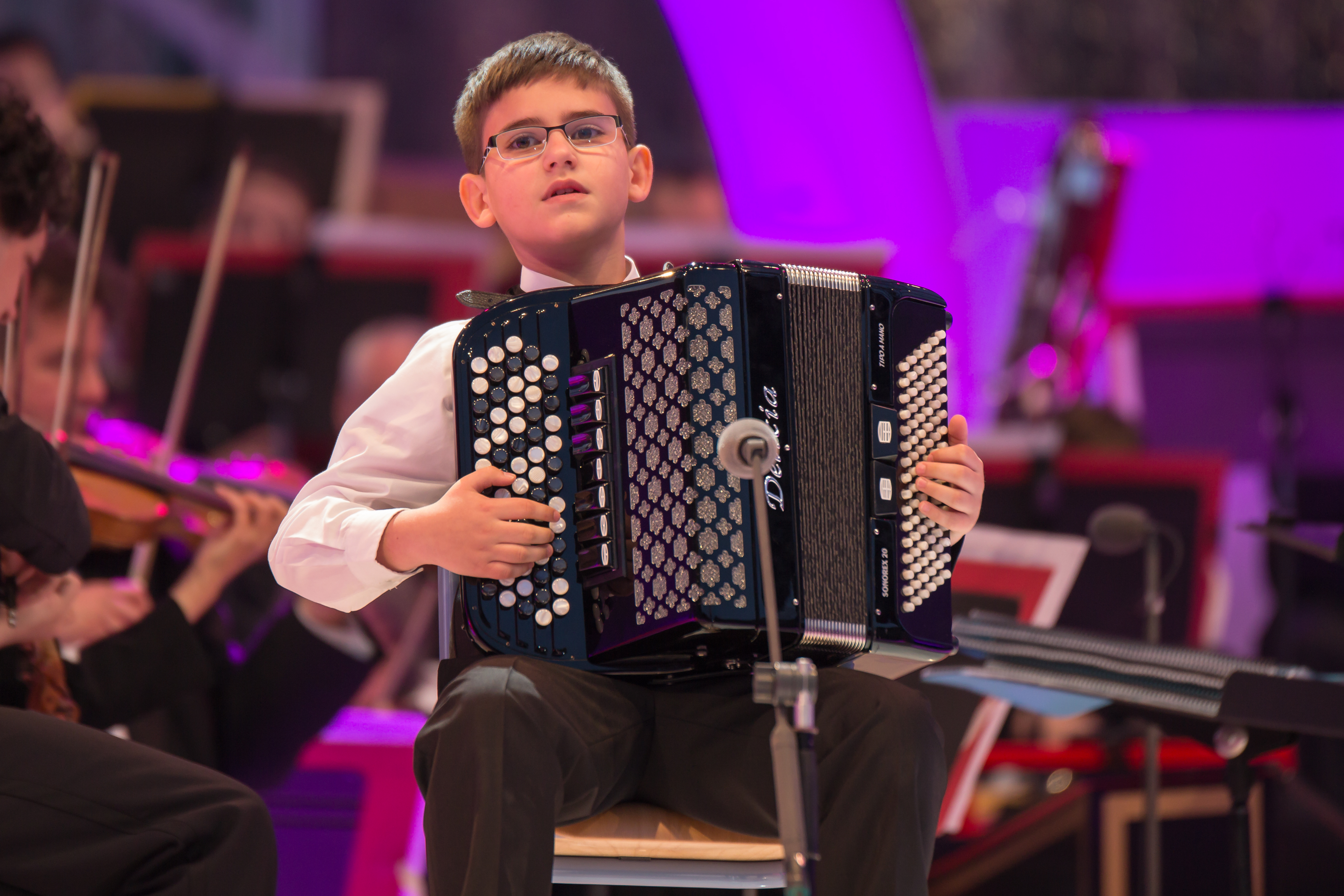
Martin Kot
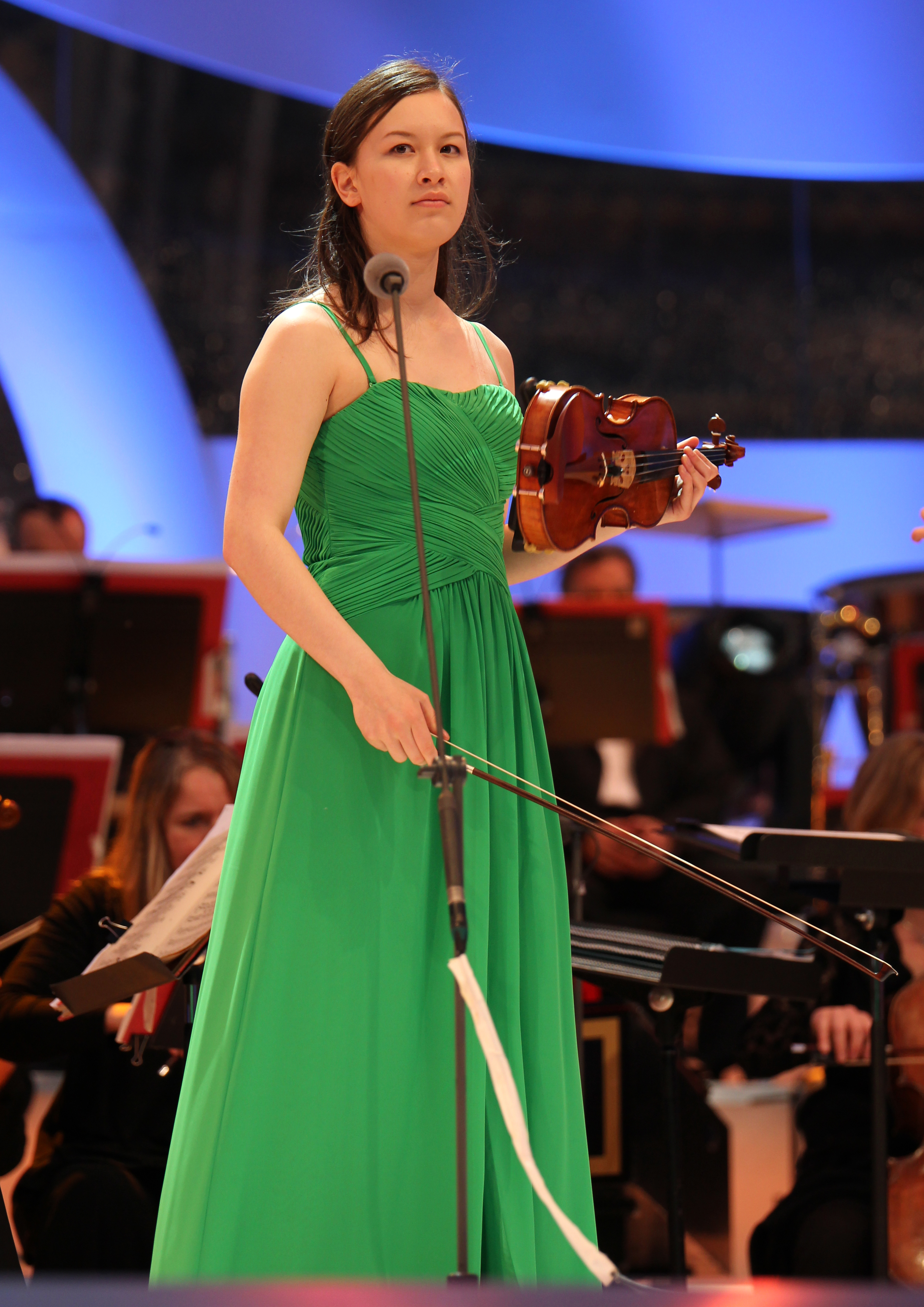
Szonoko Miriam Simano Welde

## Közvetítő csatornák
- Ausztria – ORF 2 (felvételről, június 8-án)
- Csehország – ČT art (élőben)
- Görögország – Tríto Rádió (élőben), N1 (felvételről, június 1-én)
- Hollandia – NTR (felvételről, június 9-én)
- Horvátország – HRT 2 (élőben)
- Németország – WDR Fernsehen (élőben)
- Magyarország – M2 (élőben, Bősze Ádám budapesti kommentárjával)[25]

- Málta – TVM (élőben)
- Moldova – Moldova 1, Radio Moldova (élőben)
- Norvégia – NRK1 (élőben)
- Lengyelország – TVP Kultura (élőben)
- Szlovénia – TV Slovenija 2 (élőben)
- Svédország – SVT2 (élőben)
- Portugália – Antenna 2 (élőben), RTP2 (felvételről, június 1-én)

## Térkép

Részt vevő országok
Országok, melyek korábban részt vettek, de ebben az évben nem

## Lásd még
- 2014-es Eurovíziós Dalfesztivál
- 2014-es Junior Eurovíziós Dalfesztivál